# Cyssus
Cyssus est une ancienne ville d'Asie Mineure en Ionie sur la presqu'île de Clazomènes. Elle servait de port aux Erythréens. 
Elle est identifiée à l'actuelle Çeşme, chef-lieu d’un district de la province d’Izmir en Turquie.